# Вичини, Адзельо
Адзе́льо Вичи́ни (итал. Azeglio Vicini; 20 марта 1933, Чезена, Италия — 30 января 2018, Брешиа, Италия) — итальянский футболист, защитник. Более известен в качестве футбольного тренера, 5 лет возглавлял национальную сборную Италии.

## Карьера
Адзельо Вичини выступал за клубы «Виченца», «Сампдория» и «Брешиа». Самым большим успехом с этими клубами для Вичини стал выход с первого места в серии В с «Виченцой» в высший итальянский дивизион.
Свою тренерскую карьеру он начал в клубе «Брешиа», но клуб занял 14-е место в серии А и вылетел в серию В, после чего Вичини был уволен. С 1968 года Вичини начал работать в штабе сборных Италии, а в 1975 году он возглавил сборную Италии до 23 лет, проработав с командой 1 год, Вичини возглавил сборную до 21 года. В этой команде Вичини проработал 10 лет, трижды он с национальной молодёжной сборной в 1972, 1980 и 1982 выходил в четвертьфинал молодёжного чемпионата Европы, в 1984 году он вышел в полуфинал, а в 1986 году дошёл до финала, где сборная Италии проиграла испанцам.
В 1986 году Вичини заменил Энцо Беарзота на посту главного тренера сборной Италии. Свой первый матч под руководством Вичини «Скуадра Адзурра» провела 8 октября 1986 года против сборной Греции. Вичини начал курс на омоложения состава команды, пригласив таких игроков как Вальтер Дзенга, Джанлука Виалли, Роберто Манчини и Роберто Донадони. Вичини привёл Италию к полуфиналу чемпионата Европы в 1988 году, где итальянцы проиграли сборной Советского Союза, а затем к полуфиналу «домашнего» для Италии чемпионату мира, где итальянцы неожиданно проиграли в полуфинале по пенальти сборной Аргентины, а затем завоевали третье место, победив Англию. Вичини оставался главным тренером итальянцев до 1991 года, когда не смог пройти квалификацию чемпионата Европы 1992. Итальянцы провели под его руководством 54 матча, в которых одержали 32 победы, 15 раз сыграли вничью и 7 матчей проиграли.
Затем Вичини недолго тренировал «Чезену» и «Удинезе». Позднее в сезоне 1995/96 был техническим советником «Брешии». Впоследствии, до своей кончины, Адзельо Вичини являлся президентом Ассоциации итальянских футбольных тренеров.
Похоронен на Монументальном кладбище в Брешии.

## Награды
- Великий офицер ордена за заслуги перед Итальянской Республикой: 30 сентября 1991 года
- Обладатель премии молодости Малатеста — города Чезены: 27 ноября 2008 года